# Литературный центр конструктивистов

Заседание Литературного центра конструктивистов 1929 г. Слева направо А.Квятковский, В.Асмус, Э.Багрицкий, К.Зелинский, Н.Адуев, И.Сельвинский, Б.Агапов, В.Луговской, В.Инбер, Г.Гаузнер, Е.Габрилович

Группа ЛЦК (Литературный центр конструктивистов) — советская литературная (главным образом поэтическая) группа 1920-х гг., основанная И. Сельвинским, К. Зелинским и А. Чичериным в 1924 году из существовавшего с начала 1922 года одноимённого направления. Самораспустилась в декабре 1930 года.

## Эстетическое кредо
Название течения восходит к конструктивистским течениям начала 1920-х годов в изобразительном искусстве и архитектуре. Приверженцы конструктивизма считали его рациональным марксистским направлением в литературе. Утверждая господствующую роль техники в современной жизни, конструктивисты считали, что произведение искусства должно отвечать всем требованиям технической конструкции с максимальным функциональным использованием каждой из его частей.
В 1924 году сформулирована новая декларация конструктивистов и организована группа под названием ЛЦК, распустившаяся шесть лет спустя. В качестве литературного кредо эта группа выдвигала четыре принципа:
- Смысловая доминанта, максимальная «эксплуатация» центральной темы
- Повышение смысловой нагрузки на единицу литературного материала («грузофикация»)
- Принцип так называемой «локальной семантики», заключающийся в подчинении образов, метафор и рифм главной теме произведения
- Введение в поэзию нарратива и вообще приемов прозы[2].

## Члены
- Сельвинский, Илья Львович — председатель
- Зелинский, Корнелий Люцианович — теоретик и автор манифеста
- Чичерин, Алексей Николаевич (до апреля 1924 г.)
- Инбер, Вера Михайловна (с 1924 г.)
- Габрилович, Евгений Иосифович (с 1924 г.)
- Агапов, Борис Николаевич (с 1924 г.)
- Дир Туманный (Николай Николаевич Панов) (с 1924 г.)
- Аксёнов, Иван Александрович (с 1924 г.)
- Луговской, Владимир Александрович (с 1925 г.)
- Адуев, Николай Альфредович (с 1925 г.)
- Квятковский, Александр Павлович (с 1925 г.)
- Гаузнер, Григорий Осипович (с 1925 г.)
- Багрицкий, Эдуард Георгиевич (с 1927 г.)
- Асмус, Валентин Фердинандович (с 1928 г.)
- Огнев Николай (Розанов, Михаил Григорьевич) (с 1928 г.)
- Ушаков, Николай Николаевич (с 1928 г.)
- Наркевич, Александр Юлианович (литературный секретарь)

Встречаются утверждения о том, что к Литературному центру также примыкал Борис Матвеевич Лапин (1905—1941).

## «Констромольцы»
В 1928 году Сельвинский был назначен главным редактором журнала «Красное студенчество», при котором существовала литературная группа. Озабоченный отсутствием молодёжи среди конструктивистов, он выбрал из этой группы пятерых наиболее талантливых, по его мнению, поэтов, получивших затем прозвище «констромольцев» («конструктивистская молодёжь»). Позднее к ним добавились и другие поэты. Среди них были:
- Леонид Лавров
- Борис Уральский
- Василий Цвелёв
- Константин Митрейкин
- Николай Асанов
- Иван Приблудный

## Сборники
- Зелинский К. [Л.], Чичерин А. Н., Сельвинский Э.-К. Мена всех. Конструктивисты-поэты / Корнелий Зелинский, Алексей Николаевич Чичерин, Эллий-Карл Сельвинский. — М.: 1-я Образцовая типография, 1924. — 84 с.: ил.(Обложка сборника)
- Госплан литературы. Сборник Литературного Центра Конструктивистов (ЛЦК) / Под ред. Корнелия Зелинского и Ильи Сельвинского. — М.; Л.: Издательство «Круг», [1925]. — 144 c.
- Бизнес. Сборник Литературного Центра Конструктивистов (ЛЦК) / Под ред. Корнелия Зелинского и Ильи Сельвинского. — [М.]: Госиздат, 1929. — 260 с.